# Dangerous (Within Temptation)
Dangerous è un singolo del gruppo musicale olandese Within Temptation, pubblicato nel 2013 ed estratto dall'album Hydra. Il brano ha visto il gruppo collaborare con il cantante statunitense Howard Jones.

## Tracce
- Download digitale

1. Dangerous (featuring Howard Jones) – 4:52

## Video
Il videoclip della canzone è stato diretto da Patric Ullaeus.